# Lista țărilor cu venituri mari conform Băncii Mondiale

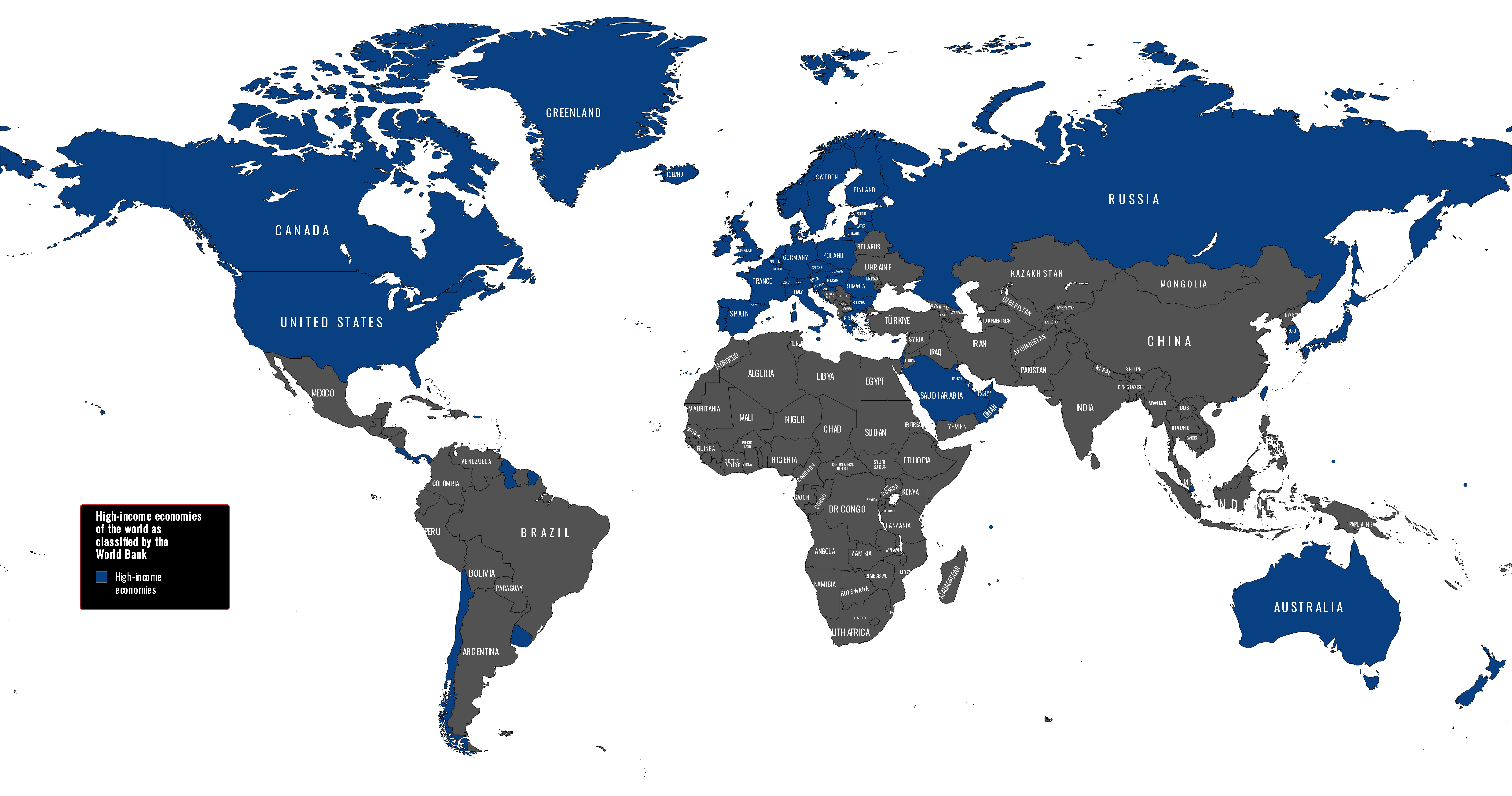
Harta țărilor cu venituri mari conform datelor Băncii Mondiale din 2023
Țările cu venituri mari sunt indicate cu culoare albastră

O economie cu venituri mari este definită de Banca Mondială ca o țară cu un venit național brut (VNB) pe locuitor de 14.005 USD sau mai mult în 2023, calculat folosind metoda Atlas. În timp ce termenul „cu venituri mari” este adesea folosit interschimbabil cu „prima lume” și „țară dezvoltată”, definițiile tehnice ale acestor termeni diferă. Termenul „prima lume” se referă în mod obișnuit la țările care s-au aliat cu SUA și NATO în timpul Războiului Rece. Mai multe instituții, cum ar fi Agenția Centrală de Informații (CIA) sau Fondul Monetar Internațional (FMI), iau în considerare alți factori decât valoarea mare a venitului pe locuitor atunci când clasifică țările ca „dezvoltate” sau „economii avansate”. Potrivit Organizației Națiunilor Unite, de exemplu, unele țări cu venituri mari pot fi și țări în curs de dezvoltare. Țările membre ale Consiliului de Cooperare al Golfului (CCG), de exemplu, sunt clasificate ca țări în curs de dezvoltare cu venituri mari. Astfel, o țară cu venituri mari poate fi clasificată ca fiind „dezvoltată” sau „în curs de dezvoltare”. Deși Vaticanul este un stat suveran, el nu este clasificat de Banca Mondială sub această definiție.

## Lista țărilor cu venituri mari (din anul fiscal 2024)
Conform Băncii Mondiale, 86 de țări și teritorii sunt clasificate drept „economii cu venituri mari”. Între paranteze este menționată perioada în care țările respective au deținut o astfel de clasificare după anul 1987. Începând cu anul fiscal 2025, sunt considerate „economii cu venituri mari” țările care au avut în 2023 un venit național brut (VNB) per locuitor de 14.005 USD sau mai mult.
| Andorra (1990–prezent)                           |
| Antigua și Barbuda (2002, 2005–08, 2012–prezent) |
| Australia (1987–prezent)                         |
| Austria (1987–prezent)                           |
| Bahamas (1987–prezent)                           |
| Bahrain (1987–89, 2001–prezent)                  |
| Barbados (1989, 2000, 2002, 2006–prezent)        |
| Belgia (1987–prezent)                            |
| Brunei (1987, 1990–prezent)                      |
| Bulgaria (2023-prezent)                          |
| Canada (1987–prezent)                            |
| Chile (2012–prezent)                             |
| Croația (2008–2015, 2017–prezent)                |
| Cipru (1988–prezent)                             |
| Cehia (2006–prezent)                             |
| Danemarca (1987–prezent)                         |
| Estonia (2006–prezent)                           |
| Finlanda (1987–prezent)                          |
| Franța (1987–prezent)                            |
| Germania (1987–prezent)                          |
| Grecia (1996–prezent)                            |
| Guyana (2022–prezent)                            |
| Ungaria (2007–11, 2014–prezent)                  |
| Islanda (1987–prezent)                           |
| Irlanda (1987–prezent)                           |
| Israel (1987–prezent)                            |
| Italia (1987–prezent)                            |
| Japonia (1987–prezent)                           |
| Coreea de Sud (1995–97, 2001–prezent)            |
| Kuweit (1987–prezent)                            |
| Letonia (2009, 2012–prezent)                     |
| Liechtenstein (1994–prezent)                     |
| Lituania (2012–prezent)                          |
| Luxemburg (1987–prezent)                         |
| Malta (1989, 1998, 2000, 2002–prezent)           |
| Monaco (1994–prezent)                            |
| Nauru (2015, 2019–prezent)                       |
| Țările de Jos (1987–prezent)                     |
| Noua Zeelandă (1987–prezent)                     |
| Norvegia (1987–prezent)                          |
| Oman (2007–prezent)                              |
| Panama (2017–2019, 2021–prezent)                 |
| Polonia (2009–prezent)                           |
| Portugalia (1994–prezent)                        |
| Palau (2023-prezent)                             |
| Qatar (1987–prezent)                             |
| România (2019, 2021–prezent)                     |
| Rusia (2011-2013, 2023-prezent)                  |
| Sfântul Cristofor și Nevis (2011–prezent)        |
| San Marino (1991–93, 2000–prezent)               |
| Arabia Saudită (1987–89, 2004–prezent)           |
| Seychelles (2014–prezent)                        |
| Singapore (1987–prezent)                         |
| Slovacia (2007–prezent)                          |
| Slovenia (1997–prezent)                          |
| Spania (1987–prezent)                            |
| Suedia (1987–prezent)                            |
| Elveția (1987–prezent)                           |
| Trinidad și Tobago (2006–prezent)                |
| Emiratele Arabe Unite (1987–prezent)             |
| Regatul Unit (1987–prezent)                      |
| Statele Unite (1987–prezent)                     |
| Uruguay (2012–prezent)                           |

| Samoa Americană (1987–89, 2022–prezent)            |
| Aruba (1987–90, 1994–prezent)                      |
| Insulele Bermude (1987–prezent)                    |
| Insulele Virgine Britanice (2015–prezent)          |
| Insulele Cayman (1993–prezent)                     |
| / Insulele Canalului (1987–prezent)                |
| Curaçao (1994–prezent)a                            |
| Insulele Feroe (1987–prezent)                      |
| Polinezia Franceză (1990–prezent)                  |
| Gibraltar (2009–10, 2015–prezent)                  |
| Groenlanda (1987–prezent)                          |
| Guam (1987–89, 1995–prezent)                       |
| Hong Kong (1987–prezent)                           |
| Insula Man (1987–89, 2002–prezent)                 |
| Macao (1994–prezent)                               |
| Noua Caledonie (1995–prezent)                      |
| Insulele Mariane de Nord (1995–2001, 2007–prezent) |
| Puerto Rico (1989, 2002–prezent)                   |
| Saint-Martin (2010–prezent)                        |
| Sint Maarten (1994–prezent)a                       |
| Taiwan (1987–prezent)                              |
| Insulele Turks și Caicos (2009–prezent)            |
| Insulele Virgine Americane (1987–prezent)          |

| Argentina (2014, 2017)            |
| Guineea Ecuatorială (2007–14)     |
| Mauritius (2019)                  |
| Mayotte (1990)                    |
| Antilele Neerlandeze (1994–2009)b |
| Venezuela (2010, 2012, 2014)      |

Note:

a între 1994 și 2009, ca parte a fostei structuri politice autonome  Antilele Neerlandeze

b dizolvat la 10 octombrie 2010, succedat de  Curaçao și  Sint Maarten

## Praguri istorice
Pragul de venit ridicat a fost stabilit inițial în 1989 la valoarea de 6.000 USD la prețurile din 1987. Pragurile pentru anii următori au fost ajustate ținând cont de inflația medie din țările G5 (Statele Unite, Regatul Unit, Japonia, Germania și Franța), iar din 2001 de inflația medie din Japonia, Regatul Unit, Statele Unite ale Americii și zona euro. Astfel, valorile pragului rămân constante în termeni reali în timp. Pentru ca nicio țară să nu se afle exact pe prag, datele sunt rotunjite la cel mai apropiat multiplu de 10, iar pragurile de venit sunt rotunjite la cel mai apropiat multiplu de 5.
Următorul tabel prezintă pragul de venituri mari începând cu 1987. Țările cu un VNB pe locuitor (calculat folosind metoda Atlas) peste acest prag sunt clasificate de Banca Mondială drept „economii cu venituri mari”.
| An   | Prag de venit național brut per locuitor (USD) | Data clasificării  |
|      |                                                |                    |
| ---- | ---------------------------------------------- | ------------------ |
| 1987 | 6.000                                          | 02 octombrie 1988  |
| 1988 | 6.000                                          | 13 septembrie 1989 |
| 1989 | 6.000                                          | 29 august 1990     |
| 1990 | 7.620                                          | 11 septembrie 1991 |
| 1991 | 7.910                                          | 24 august 1992     |
| 1992 | 8.355                                          | 09 septembrie 1993 |
| 1993 | 8.625                                          | 02 septembrie 1994 |
| 1994 | 8.955                                          | 08 iunie 1995      |
| 1995 | 9.385                                          | 03 iunie 1996      |
| 1996 | 9.645                                          | 01 iulie 1997      |
| 1997 | 9.655                                          | 01 iulie 1998      |
| 1998 | 9.360                                          | 01 iulie 1999      |
| 1999 | 9.265                                          | 01 iulie 2000      |
| 2000 | 9.265                                          | 01 iulie 2001      |
| 2001 | 9.205                                          | 01 iulie 2002      |
| 2002 | 9.075                                          | 01 iulie 2003      |
| 2003 | 9.385                                          | 01 iulie 2004      |
| 2004 | 10.065                                         | 01 iulie 2005      |
| 2005 | 10.725                                         | 01 iulie 2006      |
| 2006 | 11.115                                         | 01 iulie 2007      |
| 2007 | 11.455                                         | 01 iulie 2008      |
| 2008 | 11.905                                         | 01 iulie 2009      |
| 2009 | 12.195                                         | 01 iulie 2010      |
| 2010 | 12.275                                         | 01 iulie 2011      |
| 2011 | 12.475                                         | 01 iulie 2012      |
| 2012 | 12.615                                         | 01 iulie 2013      |
| 2013 | 12.745                                         | 01 iulie 2014      |
| 2014 | 12.735                                         | 01 iulie 2015      |
| 2015 | 12.475                                         | 01 iulie 2016      |
| 2016 | 12.236                                         | 01 iulie 2017      |
| 2017 | 12.056                                         | 01 iulie 2018      |
| 2018 | 12.376                                         | 01 iulie 2019      |
| 2019 | 12.536                                         | 01 iulie 2020      |
| 2020 | 12.696                                         | 01 iulie 2021      |
| 2021 | 13.205                                         | 01 iulie 2022      |
| 2022 | 13.845                                         | 01 iulie 2023      |
| 2023 | 14.005                                         | 01 iulie 2024      |